# Llista de monuments del Pla de l'Estany
Llista de monuments del Pla de l'Estany inclosos en l'Inventari del Patrimoni Arquitectònic Català pel Pla de l'Estany. Inclou els inscrits en el Registre de Béns Culturals d'Interès Nacional (BCIN) amb la classificació de monuments històrics, conjunts històrics i jardins històrics, els Béns Culturals d'Interès Local (BCIL) de caràcter immoble i la resta de béns arquitectònics integrants del patrimoni cultural català.

## Banyoles
| Monument                                                                  | Protecció    | Estil/època                              | Localització                                                   | Coordenades                                          | Codi?         | Imatge |
| ------------------------------------------------------------------------- | ------------ | ---------------------------------------- | -------------------------------------------------------------- | ---------------------------------------------------- | ------------- | --- |
| Plaça Major, o la Plaça                                                   | BCIN 15-CH   | Obra popular, gòtic, neoclassicisme XIII | Banyoles Pl. Major                                             | 42° 07′ 05″ N, 2° 45′ 55″ E / 42.11807°N,2.76538°E   | RI-53-0000511 | Plaça Major (Banyoles) · Vegeu més fotos d'aquest monument · Carregueu una nova foto d'aquest monument                                    |
| Monestir de Sant Esteve                                                   | BCIN 16-MH   | Neoclassicisme, barroc, gòtic XVIII, XIX | Banyoles Pl. del Monestir                                      | 42° 07′ 14″ N, 2° 46′ 10″ E / 42.120556°N,2.769444°E | RI-51-0003922 | Monestir de Sant Esteve (Banyoles) · Vegeu més fotos d'aquest monument · Carregueu una nova foto d'aquest monument                        |
| Can Puig de la Bellacasa                                                  | BCIN 507-MH  | Obra popular XIV-XV                      | Banyoles                                                       | 42° 07′ 22″ N, 2° 46′ 46″ E / 42.122778°N,2.779444°E | RI-51-0005796 | Can Puig de la Bellacasa (Banyoles) · Vegeu més fotos d'aquest monument · Carregueu una nova foto d'aquest monument                       |
| Mas Tassi                                                                 | BCIN 813-MH  | Obra popular Medieval                    | Banyoles Puigpalter de Dalt                                    | 42° 07′ 17″ N, 2° 47′ 24″ E / 42.121526°N,2.790117°E | RI-51-0005795 | Mas Tassi (Banyoles) · Vegeu més fotos d'aquest monument · Carregueu una nova foto d'aquest monument                                      |
| Pesqueres i passeigs de Banyoles                                          | BCIN 1948-JH | Obra popular XIX-XX                      | Banyoles Passeigs a la riba oriental del llac                  | 42° 07′ 04″ N, 2° 45′ 23″ E / 42.11787°N,2.75632°E   | RI-52-0000049 | Pesqueres i passeigs de Banyoles · Vegeu més fotos d'aquest monument · Carregueu una nova foto d'aquest monument                          |
| Pia Almoina                                                               | BCIN 4146-MH | Romànic, gòtic IX-XIV                    | Banyoles Pl. de la Font                                        | 42° 07′ 07″ N, 2° 46′ 01″ E / 42.118611°N,2.766944°E | RI-51-0001352 | Pia Almoina (Banyoles) · Vegeu més fotos d'aquest monument · Carregueu una nova foto d'aquest monument                                    |
| Muralla de Banyoles                                                       | BCIN 4392-MH | Gòtic tardà XVI                          | Banyoles C. Pia Almoina                                        | 42° 07′ 06″ N, 2° 46′ 02″ E / 42.118337°N,2.767143°E | IPA-14981     | Muralla de Banyoles · Vegeu més fotos d'aquest monument · Carregueu una nova foto d'aquest monument                                       |
| Can Pepis                                                                 |              | Historicisme XIX                         | Banyoles Av. Països Catalans, 84                               | 42° 06′ 57″ N, 2° 46′ 00″ E / 42.115967°N,2.766613°E | IPA-14929     | Can Pepis (Banyoles) · Vegeu més fotos d'aquest monument · Carregueu una nova foto d'aquest monument                                      |
| Can Gussinyé                                                              |              | Noucentisme XX                           | Banyoles C. Alvárez de Castro - c. Coromina                    | 42° 06′ 57″ N, 2° 46′ 00″ E / 42.115967°N,2.766613°E | IPA-14930     | Can Gussinyé (Banyoles) · Vegeu més fotos d'aquest monument · Carregueu una nova foto d'aquest monument                                   |
| Església de les Carmelites                                                |              | Neoclassicisme XIX                       | Banyoles C. Dr. Hiserhn, 19                                    | 42° 07′ 02″ N, 2° 45′ 49″ E / 42.117167°N,2.763534°E | IPA-14931     | Església de les Carmelites (Banyoles) · Vegeu més fotos d'aquest monument · Carregueu una nova foto d'aquest monument                     |
| Cases urbanes tradicionals al carrer Ametller                             |              | Obra popular                             | Banyoles C. Ametller, 32, 34, 38, 40, 42 i 44                  | 42° 07′ 09″ N, 2° 46′ 10″ E / 42.119089°N,2.769469°E | IPA-14932     | Cases urbanes tradicionals al carrer Ametller (Banyoles) · Vegeu més fotos d'aquest monument · Carregueu una nova foto d'aquest monument  |
| Carrer de les Escribanies                                                 |              | Obra popular XIII-XV                     | Banyoles C. de les Escribanies                                 | 42° 07′ 08″ N, 2° 46′ 03″ E / 42.118932°N,2.767552°E | IPA-14933     | Carrer de les Escribanies (Banyoles) · Vegeu més fotos d'aquest monument · Carregueu una nova foto d'aquest monument                      |
| Placeta de la Font                                                        |              | Obra popular XVI                         | Banyoles                                                       | 42° 07′ 08″ N, 2° 46′ 01″ E / 42.118890°N,2.766887°E | IPA-14936     | Placeta de la Font (Banyoles) · Vegeu més fotos d'aquest monument · Carregueu una nova foto d'aquest monument                             |
| Balneari de la Puda, Balneari de la Font Pudosa                           | BCIL 1984    | Eclecticisme XIX                         | Banyoles C. de la Font Pudosa                                  | 42° 06′ 41″ N, 2° 45′ 11″ E / 42.111521°N,2.752979°E | IPA-14937     | Balneari de la Puda (Banyoles) · Vegeu més fotos d'aquest monument · Carregueu una nova foto d'aquest monument                            |
| Casa de la Vila                                                           |              | Noucentisme XX                           | Banyoles Pg. de la Indústria, 25                               | 42° 06′ 59″ N, 2° 45′ 50″ E / 42.116425°N,2.763769°E | IPA-14939     | Casa de la Vila (Banyoles) · Vegeu més fotos d'aquest monument · Carregueu una nova foto d'aquest monument                                |
| Can Betlem, o Can Surribas                                                |              | Noucentisme XX                           | Banyoles Pg. de la Indústria                                   | 42° 06′ 57″ N, 2° 45′ 46″ E / 42.115725°N,2.762810°E | IPA-14940     | Can Betlem (Banyoles) · Vegeu més fotos d'aquest monument · Carregueu una nova foto d'aquest monument                                     |
| Can Masgrau de la Torre                                                   |              | Monumentalisme academicista XX           | Banyoles Pg. de la Indústria                                   | 42° 06′ 58″ N, 2° 45′ 43″ E / 42.116°N,2.762°E       | IPA-14941     | Carregueu una nova foto d'aquest monument                                                                                                 |
| Casa de Renda                                                             |              | Eclecticisme XX                          | Banyoles Pg. de la Indústria - c. Alvarez de Castro            | 42° 07′ 01″ N, 2° 45′ 52″ E / 42.117030°N,2.764522°E | IPA-14942     | Casa de Renda (Banyoles) · Vegeu més fotos d'aquest monument · Carregueu una nova foto d'aquest monument                                  |
| Casa Mirambell                                                            |              | Gòtic XV-XVI                             | Banyoles C. Major - pl. de la Font                             | 42° 07′ 08″ N, 2° 46′ 00″ E / 42.118836°N,2.766681°E | IPA-14945     | Casa Mirambell (Banyoles) · Vegeu més fotos d'aquest monument · Carregueu una nova foto d'aquest monument                                 |
| Casa tradicional de la plaça Major                                        |              | Gòtic XIV                                | Banyoles Pl. Major - c. Major                                  | 42° 07′ 06″ N, 2° 45′ 56″ E / 42.118374°N,2.765491°E | IPA-14947     | Casa tradicional de la plaça Major (Banyoles) · Vegeu més fotos d'aquest monument · Carregueu una nova foto d'aquest monument             |
| Església del Remei                                                        | BCIL 1984    | Barroc XVIII                             | Banyoles Mas Guémol                                            | 42° 06′ 44″ N, 2° 45′ 50″ E / 42.112197°N,2.764020°E | IPA-14950     | Església del Remei (Banyoles) · Vegeu més fotos d'aquest monument · Carregueu una nova foto d'aquest monument                             |
| Farga d'Aram de Bernich                                                   | BCIL 1984    | Obra popular XVI                         | Banyoles Davant zona industrial                                | 42° 06′ 53″ N, 2° 46′ 36″ E / 42.114784°N,2.776585°E | IPA-14980     | Farga d'Aram de Bernich (Banyoles) · Vegeu més fotos d'aquest monument · Carregueu una nova foto d'aquest monument                        |
| Carrer Nou                                                                |              | Obra popular XIII-XIV                    | Banyoles C. Nou                                                | 42° 07′ 12″ N, 2° 46′ 04″ E / 42.119878°N,2.767796°E | IPA-14982     | Carrer Nou (Banyoles) · Vegeu més fotos d'aquest monument · Carregueu una nova foto d'aquest monument                                     |
| Cases del carrer de la Paraireria                                         |              | Obra popular XIV                         | Banyoles C. Paraireria                                         | 42° 07′ 09″ N, 2° 46′ 01″ E / 42.119102°N,2.766995°E | IPA-14983     | Cases del carrer de la Paraireria (Banyoles) · Vegeu més fotos d'aquest monument · Carregueu una nova foto d'aquest monument              |
| Cases unifamiliars a la plaça Perpinyà, 21-23                             |              | Obra popular XX                          | Banyoles Pl. Perpinyà, 21-23                                   | 42° 07′ 01″ N, 2° 45′ 58″ E / 42.116988°N,2.766113°E | IPA-14984     | Cases unifamiliars a la plaça Perpinyà, 21-23 (Banyoles) · Vegeu més fotos d'aquest monument · Carregueu una nova foto d'aquest monument  |
| Can Rodeja i Can Racó, seu del Centre Excursionista de Banyoles           |              | Obra popular XII                         | Banyoles C. del Puig                                           | 42° 07′ 10″ N, 2° 46′ 07″ E / 42.119565°N,2.768675°E | IPA-14986     | Can Rodeja i Can Racó (Banyoles) · Vegeu més fotos d'aquest monument · Carregueu una nova foto d'aquest monument                          |
| Can Sisó, Can Cisó de Guèmol                                              | BCIL 1984    | Obra popular                             | Banyoles C. del Remei, antic camí de Guèmol                    | 42° 06′ 47″ N, 2° 45′ 51″ E / 42.112927°N,2.764211°E | IPA-14987     | Can Sisó (Banyoles) · Vegeu més fotos d'aquest monument · Carregueu una nova foto d'aquest monument                                       |
| Llotja del Tint                                                           |              | Gòtic XIII                               | Banyoles C. de Sant Pere                                       | 42° 07′ 05″ N, 2° 45′ 59″ E / 42.118097°N,2.766478°E | IPA-14988     | Llotja del Tint (Banyoles) · Vegeu més fotos d'aquest monument · Carregueu una nova foto d'aquest monument                                |
| Església parroquial de Santa Maria dels Turers, o Santa Maria del Turario | BCIL 1984    | Gòtic, neoclassicisme IX                 | Banyoles Pl. de Santa Maria                                    | 42° 07′ 10″ N, 2° 46′ 01″ E / 42.119543°N,2.766812°E | IPA-14989     | Església parroquial de Santa Maria dels Turers (Banyoles) · Vegeu més fotos d'aquest monument · Carregueu una nova foto d'aquest monument |
| Casa a la plaça del Teatre                                                |              | Obra popular XIV                         | Banyoles Pl. del Teatre - de la Vila Vella - pl. Antiga, 11    | 42° 07′ 10″ N, 2° 46′ 05″ E / 42.119420°N,2.768137°E | IPA-14994     | Casa a la plaça del Teatre (Banyoles) · Vegeu més fotos d'aquest monument · Carregueu una nova foto d'aquest monument                     |
| Voltes dels Turers                                                        |              | Obra popular XVIII                       | Banyoles Pl. dels Turers                                       | 42° 07′ 04″ N, 2° 45′ 49″ E / 42.117834°N,2.763709°E | IPA-14995     | Voltes dels Turers (Banyoles) · Vegeu més fotos d'aquest monument · Carregueu una nova foto d'aquest monument                             |
| Puig Palter Baix                                                          | BCIL 1984    | Obra popular X                           | Banyoles                                                       | 42° 07′ 16″ N, 2° 47′ 48″ E / 42.12106°N,2.79655°E   | IPA-14998     | Puig Palter Baix (Banyoles) · Vegeu més fotos d'aquest monument · Carregueu una nova foto d'aquest monument                               |
| Can Maret                                                                 |              | Obra popular XVI                         | Banyoles Puigpalter de Baix                                    | 42° 07′ 16″ N, 2° 47′ 48″ E / 42.121117°N,2.796542°E | IPA-14999     | Carregueu una nova foto d'aquest monument                                                                                                 |
| Can Quim                                                                  |              | Obra popular XVII                        | Banyoles Lateral de l'església de Puigpalter de Baix           | 42° 07′ 15″ N, 2° 47′ 46″ E / 42.120959°N,2.796125°E | IPA-15000     | Carregueu una nova foto d'aquest monument                                                                                                 |
| Església de Sant Jaume de Puigpalter                                      |              | Romànic XII                              | Banyoles A 2 km de Banyoles, ctra. de Vilavenut a mà dreta     | 42° 07′ 16″ N, 2° 47′ 46″ E / 42.121148°N,2.796058°E | IPA-15001     | Església de Sant Jaume de Puigpalter (Banyoles) · Vegeu més fotos d'aquest monument · Carregueu una nova foto d'aquest monument           |
| Ca l'Ameller, Mas d'en Peraseca                                           | BCIL 1984    | Obra popular XIII, XVIII Final, XIX      | Banyoles C. Constància                                         | 42° 07′ 06″ N, 2° 46′ 09″ E / 42.11828°N,2.76925°E   | IPA-15005     | Ca l'Ameller (Banyoles) · Vegeu més fotos d'aquest monument · Carregueu una nova foto d'aquest monument                                   |
| Cementiri Municipal de Banyoles                                           |              | Modernisme XX                            | Banyoles Ctra. GEP-5121, a 400 m nucli                         | 42° 07′ 43″ N, 2° 45′ 53″ E / 42.128509°N,2.764655°E | IPA-15006     | Cementiri Municipal de Banyoles · Vegeu més fotos d'aquest monument · Carregueu una nova foto d'aquest monument                           |
| Cal General, o les Rotes, Casa de l'Horta del Sr. Narcís                  | BCIL 1984    | Obra popular XVII                        | Banyoles Pg. Gaudí - camí d'Horta                              | 42° 07′ 20″ N, 2° 45′ 38″ E / 42.122160°N,2.760596°E | IPA-37259     | Cal General (Banyoles) · Vegeu més fotos d'aquest monument · Carregueu una nova foto d'aquest monument                                    |
| Puig Palter de Dalt                                                       | BCIL 1984    | Obra popular X                           | Banyoles                                                       | 42° 07′ 17″ N, 2° 47′ 24″ E / 42.12149°N,2.78996°E   | IPA-37597     | Puig Palter de Dalt (Banyoles) · Vegeu més fotos d'aquest monument · Carregueu una nova foto d'aquest monument                            |
| Veïnat del Mas Usall                                                      | BCIL 1984    | Obra popular XI                          | Banyoles Des de la urb. de Canaleta per la ctra. de Figueroles | 42° 08′ 03″ N, 2° 46′ 16″ E / 42.13424°N,2.77115°E   | IPA-37598     | Carregueu una nova foto d'aquest monument                                                                                                 |
| Museu Darder                                                              | BCIL 1984    | XIX Final                                | Banyoles Pl. dels Estudis, 2                                   | 42° 07′ 09″ N, 2° 45′ 55″ E / 42.11906°N,2.76515°E   | IPA-37599     | Museu Darder (Banyoles) · Vegeu més fotos d'aquest monument · Carregueu una nova foto d'aquest monument                                   |
| Creu de terme de Can Teixidor                                             |              | Gòtic XIV-XV                             | Banyoles Ronda Fortià - c. Creu de Terme                       | 42° 07′ 22″ N, 2° 45′ 55″ E / 42.122796°N,2.765274°E | IPA-46197     | Creu de terme de Can Teixidor (Banyoles) · Vegeu més fotos d'aquest monument · Carregueu una nova foto d'aquest monument                  |
| Els Banys Vells, Bar Quiosc                                               |              | Darreres tendències 1995-1996            | Banyoles Pg. de Lluís Maria Vidal, 25                          | 42° 07′ 16″ N, 2° 45′ 29″ E / 42.121152°N,2.758168°E | IPA-46530     | Els Banys Vells (Banyoles) · Vegeu més fotos d'aquest monument · Carregueu una nova foto d'aquest monument                                |
| Casa Vilanova-Cullell                                                     |              | Darreres tendències 1970-1972            | Banyoles Pg. Mossèn Constans, 217                              | 42° 06′ 48″ N, 2° 45′ 54″ E / 42.113291°N,2.765105°E | IPA-46537     | Casa Vilanova-Cullell (Banyoles) · Vegeu més fotos d'aquest monument · Carregueu una nova foto d'aquest monument                          |
| Illa de cases núm. 10 de la Vil·la Olímpica                               |              | Darreres tendències 1990-1992            | Banyoles C. Lluís Companys, 23-27                              | 42° 07′ 26″ N, 2° 45′ 36″ E / 42.123829°N,2.76011°E  | IPA-46538     | Illa de cases núm. 10 de la Vil·la Olímpica (Banyoles) · Vegeu més fotos d'aquest monument · Carregueu una nova foto d'aquest monument    |
| Pesquera d'en Malagelada, Caseta d'àrbitres                               |              | Darreres tendències 1990-1991            | Banyoles Pg. Darder, pesquera núm. 16                          | 42° 07′ 00″ N, 2° 45′ 09″ E / 42.11662°N,2.75260°E   | IPA-46542     | Pesquera d'en Malagelada (Banyoles) · Vegeu més fotos d'aquest monument · Carregueu una nova foto d'aquest monument                       |

## Camós
| Monument                           | Protecció    | Estil/època                   | Localització                                    | Coordenades                                          | Codi?         | Imatge |
| ---------------------------------- | ------------ | ----------------------------- | ----------------------------------------------- | ---------------------------------------------------- | ------------- | --- |
| Can Basses, la Torre               | BCIN 601-MH  | XV-XVI                        | Camós                                           | 42° 05′ 40″ N, 2° 45′ 19″ E / 42.094355°N,2.755288°E | RI-51-0005834 | Carregueu una nova foto d'aquest monument                                                                                  |
| La Sala, la Torre                  | BCIN 1958-MH | Gòtic XIII                    | Camós                                           | 42° 05′ 13″ N, 2° 45′ 43″ E / 42.087028°N,2.761889°E | RI-51-0005833 | La Sala (Camós) · Vegeu més fotos d'aquest monument · Carregueu una nova foto d'aquest monument                            |
| Església de Sant Vicenç de Camós   | BCIL 2005    | Romànic, gòtic XII            | Camós Pla de la Quintana, Sant Vicenç de Camós  | 42° 05′ 14″ N, 2° 45′ 43″ E / 42.087218°N,2.762009°E | IPA-15008     | Església de Sant Vicenç de Camós · Vegeu més fotos d'aquest monument · Carregueu una nova foto d'aquest monument           |
| Església de Santa Maria de Camós   | BCIL 2005    | Romànic, obra popular XII, XX | Camós Vall de Matamoros                         | 42° 04′ 49″ N, 2° 46′ 28″ E / 42.080159°N,2.774439°E | IPA-15009     | Església de Santa Maria de Camós · Vegeu més fotos d'aquest monument · Carregueu una nova foto d'aquest monument           |
| Masia                              |              | Obra popular XVII             | Camós Sant Vicenç de Comós - Prop de l'església | 42° 05′ 16″ N, 2° 45′ 43″ E / 42.087686°N,2.761965°E | IPA-15011     | Masia (Camós) · Vegeu més fotos d'aquest monument · Carregueu una nova foto d'aquest monument                              |
| Pedró i creu de terme              |              | Eclecticisme                  | Camós Sant Vicenç de Camós                      |                                                      | IPA-15012     | Carregueu una nova foto d'aquest monument                                                                                  |
| Ermita de Santa Magdalena de Noves | BCIL 2005    | Romànic XII                   | Camós Mas Noves, al turó de Santa Magdalena     | 42° 05′ 54″ N, 2° 45′ 36″ E / 42.098242°N,2.760005°E | IPA-15013     | Ermita de Santa Magdalena de Noves (Camós) · Vegeu més fotos d'aquest monument · Carregueu una nova foto d'aquest monument |
| Masia Can Palmés                   | BCIL 2005    | Obra popular XVI              | Camós Pla d'en Pigem                            | 42° 05′ 37″ N, 2° 44′ 53″ E / 42.093646°N,2.748045°E | IPA-15014     | Carregueu una nova foto d'aquest monument                                                                                  |
| Can Ferrer                         |              | Obra popular XV               | Camós A llevant del veïnat de Camós             | 42° 05′ 42″ N, 2° 46′ 20″ E / 42.094885°N,2.772090°E | IPA-15015     | Carregueu una nova foto d'aquest monument                                                                                  |
| Can Freixenet, Can Po              | BCIL 2005    | Obra popular XIII             | Camós Ctra. de Camós, pla de la Quintana        | 42° 05′ 12″ N, 2° 46′ 21″ E / 42.086622°N,2.772548°E | IPA-15016     | Carregueu una nova foto d'aquest monument                                                                                  |
| Mas Llapart                        | BCIL 2005    | Obra popular XVI-XVIII        | Camós Vall de Matamors, ctra. Pujarnol          | 42° 05′ 46″ N, 2° 44′ 26″ E / 42.096093°N,2.740644°E | IPA-15017     | Carregueu una nova foto d'aquest monument                                                                                  |
| Can Congost                        | BCIL 2005    | Obra popular XVII-XVIII       | Camós Barri de Sant Maurici                     | 42° 05′ 42″ N, 2° 44′ 12″ E / 42.094868°N,2.736773°E | IPA-40072     | Carregueu una nova foto d'aquest monument                                                                                  |
| Can Pigem                          | BCIL 2005    |                               | Camós Barri de Sant Maurici                     | 42° 05′ 37″ N, 2° 44′ 53″ E / 42.093668°N,2.748048°E | IPA-40073     | Carregueu una nova foto d'aquest monument                                                                                  |
| Molí de Can Milleres               |              | Obra popular XIX              | Camós                                           | 42° 05′ 47″ N, 2° 46′ 01″ E / 42.096439°N,2.766845°E | IPA-42894     | Carregueu una nova foto d'aquest monument                                                                                  |
| Pont de la Font de Salt Dalmau     |              | Obra popular XIX              | Camós Veïnat de Cruanyes                        | 42° 05′ 47″ N, 2° 46′ 18″ E / 42.096459°N,2.771619°E | IPA-46201     | Carregueu una nova foto d'aquest monument                                                                                  |

## Cornellà del Terri
Vegeu la llista de monuments de Cornellà del Terri

## Crespià
| Monument                                            | Protecció | Estil/època                 | Localització                      | Coordenades                                          | Codi?     | Imatge |
| --------------------------------------------------- | --------- | --------------------------- | --------------------------------- | ---------------------------------------------------- | --------- | --- |
| Església parroquial de Santa Eulàlia                | BCIL 1989 | Romànic XII, XVI            | Crespià Pl. Església              | 42° 11′ 13″ N, 2° 47′ 57″ E / 42.187062°N,2.799062°E | IPA-15156 | Església parroquial de Santa Eulàlia (Crespià) · Vegeu més fotos d'aquest monument · Carregueu una nova foto d'aquest monument     |
| Ca n'Ordis                                          | BCIL 1989 | Obra popular XVIII          | Crespià Ctra. Banyoles - Figueres | 42° 11′ 14″ N, 2° 47′ 58″ E / 42.187274°N,2.799449°E | IPA-15160 | Ca n'Ordis (Crespià) · Vegeu més fotos d'aquest monument · Carregueu una nova foto d'aquest monument                               |
| Can Porcioles                                       |           | Obra popular XVII           | Crespià                           | 42° 11′ 16″ N, 2° 47′ 53″ E / 42.187758°N,2.798091°E | IPA-15161 | Can Porcioles (Crespià) · Vegeu més fotos d'aquest monument · Carregueu una nova foto d'aquest monument                            |
| Església dels Sants Just i Pastor                   | BCIL 1989 | Romànic XVIII               | Crespià Pedrinyà                  | 42° 12′ 10″ N, 2° 46′ 45″ E / 42.202841°N,2.779219°E | IPA-15163 | Església dels Sants Just i Pastor (Crespià) · Vegeu més fotos d'aquest monument · Carregueu una nova foto d'aquest monument        |
| Can Llavanera                                       |           | Obra popular                | Crespià Veïnat de Llavanera       | 42° 11′ 28″ N, 2° 49′ 51″ E / 42.191062°N,2.830768°E | IPA-15165 | Carregueu una nova foto d'aquest monument                                                                                          |
| Sant Miquel de la Roca o del Portell                | BCIL 1989 | Gòtic                       | Crespià El Portell                | 42° 11′ 03″ N, 2° 46′ 55″ E / 42.184036°N,2.781943°E | IPA-15167 | Sant Miquel de la Roca (Crespià) · Vegeu més fotos d'aquest monument · Carregueu una nova foto d'aquest monument                   |
| Zona de protecció del torrent del Merler            | BCIL 1989 | Obra popular XVII-XVIII     | Crespià C. Major                  | 42° 11′ 16″ N, 2° 47′ 56″ E / 42.187746°N,2.798751°E | IPA-15168 | Zona de protecció del torrent del Merler (Crespià) · Vegeu més fotos d'aquest monument · Carregueu una nova foto d'aquest monument |
| Ajuntament, antic Hospital, Capella de Santa Llúcia |           | Obra popular XVII-XVIII, XX | Crespià C. Major                  | 42° 11′ 16″ N, 2° 47′ 53″ E / 42.187767°N,2.797946°E | IPA-15169 | Ajuntament (Crespià) · Vegeu més fotos d'aquest monument · Carregueu una nova foto d'aquest monument                               |
| Casa al carrer Major, 12                            |           | Obra popular                | Crespià C. Major, 12              | 42° 11′ 16″ N, 2° 47′ 54″ E / 42.187714°N,2.798273°E | IPA-15171 | Casa al carrer Major, 12 (Crespià) · Vegeu més fotos d'aquest monument · Carregueu una nova foto d'aquest monument                 |
| Capella de Sant Bartomeu                            | BCIL 1989 | XII, XVII                   | Crespià El Portell                | 42° 11′ 04″ N, 2° 46′ 57″ E / 42.184578°N,2.782577°E | IPA-40074 | Capella de Sant Bartomeu (Crespià) · Vegeu més fotos d'aquest monument · Carregueu una nova foto d'aquest monument                 |
| Pou de glaç Crespià                                 |           | Obra popular XVII-XVIII     | Crespià Mas Manosa                | 42° 11′ 02″ N, 2° 49′ 27″ E / 42.183880°N,2.824177°E | IPA-42902 | Carregueu una nova foto d'aquest monument                                                                                          |

## Esponellà
| Monument                                                       | Protecció   | Estil/època                                 | Localització                              | Coordenades                                          | Codi?         | Imatge |
| -------------------------------------------------------------- | ----------- | ------------------------------------------- | ----------------------------------------- | ---------------------------------------------------- | ------------- | --- |
| Castell d'Esponellà                                            | BCIN 829-MH | Obra popular XIII-XIV                       | Esponellà                                 | 42° 10′ 45″ N, 2° 47′ 27″ E / 42.179167°N,2.790833°E | RI-51-0005893 | Castell d'Esponellà · Vegeu més fotos d'aquest monument · Carregueu una nova foto d'aquest monument                                                        |
| Can Bofí de la Torre                                           | BCIN 830-MH | XVI                                         | Esponellà                                 | 42° 10′ 20″ N, 2° 47′ 03″ E / 42.172361°N,2.784028°E | RI-51-0005894 | Carregueu una nova foto d'aquest monument |
| Església parroquial de Sant Cebrià d'Esponellà                 | BCIL 1989   | Romànic, gòtic XV-XVI                       | Esponellà Plaça                           | 42° 10′ 45″ N, 2° 47′ 43″ E / 42.179072°N,2.795392°E | IPA-15173     | Església parroquial de Sant Cebrià d'Esponellà · Vegeu més fotos d'aquest monument · Carregueu una nova foto d'aquest monument                             |
| Can Colomer                                                    |             | Obra popular XVII                           | Esponellà                                 | 42° 10′ 45″ N, 2° 47′ 41″ E / 42.179232°N,2.794746°E | IPA-15185     | Carregueu una nova foto d'aquest monument |
| Central elèctrica                                              |             | Obra popular XX Inici                       | Esponellà Costat del pont i el riu Fluvià | 42° 10′ 42″ N, 2° 47′ 52″ E / 42.178211°N,2.797898°E | IPA-15186     | Carregueu una nova foto d'aquest monument |
| Pont d'Esponellà                                               | BCIL 1989   | Obra popular, arquitectura del ferro XV, XX | Esponellà Ctra. d'Esponella               | 42° 10′ 42″ N, 2° 47′ 54″ E / 42.178352°N,2.798321°E | IPA-15187     | Pont d'Esponellà · Vegeu més fotos d'aquest monument · Carregueu una nova foto d'aquest monument                                                           |
| Can Vila                                                       |             | Obra popular XVIII                          | Esponellà C. Principal, 6, Centenys       | 42° 09′ 36″ N, 2° 47′ 13″ E / 42.159994°N,2.786807°E | IPA-15189     | Carregueu una nova foto d'aquest monument |
| Habitatge al carrer Principal, 8                               |             | Obra popular XV                             | Esponellà C. Principal, 8, Centenys       | 42° 09′ 36″ N, 2° 47′ 14″ E / 42.160035°N,2.787091°E | IPA-15190     | Carregueu una nova foto d'aquest monument |
| Antic casal                                                    |             | Gòtic tardà XV                              | Esponellà Centenys                        | 42° 09′ 37″ N, 2° 47′ 14″ E / 42.160274°N,2.787223°E | IPA-15191     | Antic casal (Esponellà) · Vegeu més fotos d'aquest monument · Carregueu una nova foto d'aquest monument                                                    |
| Església parroquial de Sant Iscle i Santa Victòria de Centenys | BCIL 1989   | Romànic XII, XVIII                          | Esponellà Afores de Centenys              | 42° 09′ 34″ N, 2° 47′ 06″ E / 42.159446°N,2.785041°E | IPA-15192     | Església parroquial de Sant Iscle i Santa Victòria de Centenys (Esponellà) · Vegeu més fotos d'aquest monument · Carregueu una nova foto d'aquest monument |
| Capella de Sant Miquel de Centenys                             | BCIL 1989   | Obra popular                                | Esponellà Centenys                        | 42° 09′ 44″ N, 2° 47′ 07″ E / 42.162265°N,2.785286°E | IPA-15193     | Capella de Sant Miquel de Centenys (Esponellà) · Vegeu més fotos d'aquest monument · Carregueu una nova foto d'aquest monument                             |
| Can Roure                                                      |             | Gòtic, obra popular                         | Esponellà Martís                          | 42° 10′ 33″ N, 2° 46′ 52″ E / 42.175951°N,2.781093°E | IPA-15195     | Carregueu una nova foto d'aquest monument |
| Can Vila, o Mas Hospici                                        |             | Gòtic, obra popular XV                      | Esponellà Martís                          | 42° 10′ 28″ N, 2° 46′ 52″ E / 42.174420°N,2.781074°E | IPA-15196     | Carregueu una nova foto d'aquest monument |
| Creu de terme a Martís                                         | BCIL 1989   | Obra popular                                | Esponellà Martís                          | 42° 10′ 19″ N, 2° 46′ 50″ E / 42.172077°N,2.780428°E | IPA-15197     | Creu de terme a Martís (Esponellà) · Vegeu més fotos d'aquest monument · Carregueu una nova foto d'aquest monument                                         |
| Pont de Martís                                                 |             | Obra popular                                | Esponellà Martís                          | 42° 10′ 19″ N, 2° 46′ 50″ E / 42.172015°N,2.780658°E | IPA-15198     | Pont de Martís (Esponellà) · Vegeu més fotos d'aquest monument · Carregueu una nova foto d'aquest monument                                                 |
| Església parroquial de Santa Maria de Vilert                   | BCIL 1989   | Romànic, gòtic tardà XI, XVI                | Esponellà C. de l'Església, Vilert        | 42° 10′ 27″ N, 2° 49′ 17″ E / 42.174053°N,2.821503°E | IPA-15200     | Església parroquial de Santa Maria de Vilert (Esponellà) · Vegeu més fotos d'aquest monument · Carregueu una nova foto d'aquest monument                   |
| Capella de Sant Esteve de Vilert                               | BCIL 1989   | Obra popular XIV, XIX                       | Esponellà Costat del cementiri, Vilert    | 42° 10′ 25″ N, 2° 49′ 16″ E / 42.173661°N,2.821237°E | IPA-15201     | Capella de Sant Esteve de Vilert (Esponellà) · Vegeu més fotos d'aquest monument · Carregueu una nova foto d'aquest monument                               |
| Cal Baró                                                       |             | Obra popular XVIII                          | Esponellà Afores nucli, núm. 27           | 42° 10′ 40″ N, 2° 47′ 46″ E / 42.177785°N,2.796022°E | IPA-15202     | Carregueu una nova foto d'aquest monument |
| Antiga masia                                                   |             | Obra popular, gòtic XV                      | Esponellà Veïnat de Batllori              | 42° 10′ 08″ N, 2° 48′ 10″ E / 42.168853°N,2.802837°E | IPA-15203     | Carregueu una nova foto d'aquest monument |
| Torre de Vivet                                                 | BCIL 1989   | Obra popular Medieval, XVII                 | Esponellà Vilert                          | 42° 10′ 40″ N, 2° 49′ 05″ E / 42.177840°N,2.818193°E | IPA-39719     | Carregueu una nova foto d'aquest monument |
| Forn de Can Masdemont                                          |             | Obra popular XIX                            | Esponellà Can Masdemont                   |                                                      | IPA-42891     | Carregueu una nova foto d'aquest monument |
| Forn de Mas Abella                                             |             | Obra popular XIX-XX                         | Esponellà Mas Abella                      | 42° 10′ 15″ N, 2° 49′ 18″ E / 42.170808°N,2.821725°E | IPA-42893     | Carregueu una nova foto d'aquest monument |
| Creu de la Corba, Creu de Martís                               |             | Obra popular                                | Esponellà                                 | 42° 10′ 39″ N, 2° 47′ 12″ E / 42.177615°N,2.786655°E | IPA-46211     | Carregueu una nova foto d'aquest monument |
| Pont de Batllori                                               |             | Obra popular                                | Esponellà Batllori                        |                                                      | IPA-46324     | Carregueu una nova foto d'aquest monument |

## Fontcoberta
| Monument                                              | Protecció   | Estil/època                         | Localització                                         | Coordenades                                          | Codi?         | Imatge |
| ----------------------------------------------------- | ----------- | ----------------------------------- | ---------------------------------------------------- | ---------------------------------------------------- | ------------- | --- |
| Torre medieval de Can Pujol                           | BCIN 858-MH | Obra popular Medieval, XVI          | Fontcoberta                                          | 42° 08′ 32″ N, 2° 47′ 26″ E / 42.142139°N,2.790556°E | RI-51-0005905 | Carregueu una nova foto d'aquest monument                                                                                              |
| Església parroquial de Sant Feliu                     |             | Romànic, renaixement XII            | Fontcoberta                                          | 42° 08′ 34″ N, 2° 47′ 23″ E / 42.142842°N,2.789853°E | IPA-15205     | Església parroquial de Sant Feliu (Fontcoberta) · Vegeu més fotos d'aquest monument · Carregueu una nova foto d'aquest monument        |
| Mas Oriol                                             |             | Obra popular XVI                    | Fontcoberta Pla de l'Oriol, prop de Faràs            | 42° 07′ 39″ N, 2° 47′ 42″ E / 42.127414°N,2.794895°E | IPA-15217     | Carregueu una nova foto d'aquest monument                                                                                              |
| Ermita de Sant Antoni                                 |             | Obra popular                        | Fontcoberta                                          | 42° 08′ 28″ N, 2° 47′ 43″ E / 42.140992°N,2.795287°E | IPA-15218     | Carregueu una nova foto d'aquest monument                                                                                              |
| Capelleta de la Mare de Déu de la Pietat              |             | Gòtic-renaixement, obra popular XVI | Fontcoberta GEV-5136                                 | 42° 08′ 36″ N, 2° 47′ 23″ E / 42.143315°N,2.789827°E | IPA-15219     | Capelleta de la Mare de Déu de la Pietat (Fontcoberta) · Vegeu més fotos d'aquest monument · Carregueu una nova foto d'aquest monument |
| Restes de l'antic castell d'Espasens                  |             | X, XVIII                            | Fontcoberta Espasens                                 | 42° 07′ 30″ N, 2° 50′ 11″ E / 42.125134°N,2.836279°E | IPA-15220     | Restes de l'antic castell d'Espasens (Fontcoberta) · Vegeu més fotos d'aquest monument · Carregueu una nova foto d'aquest monument     |
| Església de Santa Caterina                            |             | Romànic XIX                         | Fontcoberta Espasens                                 | 42° 07′ 31″ N, 2° 50′ 11″ E / 42.125360°N,2.836387°E | IPA-15221     | Església de Santa Caterina (Fontcoberta) · Vegeu més fotos d'aquest monument · Carregueu una nova foto d'aquest monument               |
| Can Ginebreda d'Espasens                              |             | Obra popular XIV                    | Fontcoberta Prop de la capella d'Espasens            | 42° 07′ 34″ N, 2° 50′ 12″ E / 42.126111°N,2.836644°E | IPA-15222     | Carregueu una nova foto d'aquest monument                                                                                              |
| Can Fares                                             |             | Noucentisme XX                      | Fontcoberta Veïnat de Fares                          | 42° 08′ 03″ N, 2° 47′ 47″ E / 42.134064°N,2.796416°E | IPA-15224     | Carregueu una nova foto d'aquest monument                                                                                              |
| Casa Parer, o Masoveria de Can Fares o Can Fares Vell |             | Gòtic XVI                           | Fontcoberta Veïnat de Fares                          | 42° 08′ 03″ N, 2° 47′ 50″ E / 42.134065°N,2.797348°E | IPA-15225     | Carregueu una nova foto d'aquest monument                                                                                              |
| Torre Borela                                          |             | Gòtic, obra popular XIV             | Fontcoberta La Farrès                                | 42° 08′ 50″ N, 2° 46′ 49″ E / 42.147278°N,2.780277°E | IPA-15227     | Carregueu una nova foto d'aquest monument                                                                                              |
| Can Jan Benejam                                       | BCIL 1998   | Obra popular, gòtic-renaixement XII | Fontcoberta La Farrès                                | 42° 08′ 54″ N, 2° 46′ 47″ E / 42.148286°N,2.779729°E | IPA-15228     | Can Jan Benejam (Fontcoberta) · Vegeu més fotos d'aquest monument · Carregueu una nova foto d'aquest monument                          |
| Capella de la Mare de Déu de la Font                  |             | Romànic XII, XIV                    | Fontcoberta La Farrés, a la capçalera del Garrumbert | 42° 08′ 47″ N, 2° 46′ 57″ E / 42.146413°N,2.782404°E | IPA-15230     | Capella de la Mare de Déu de la Font (Fontcoberta) · Vegeu més fotos d'aquest monument · Carregueu una nova foto d'aquest monument     |
| Torre de Figueroles                                   |             | Gòtic, obra popular XVII            | Fontcoberta Veïnat de Figueroles                     | 42° 08′ 07″ N, 2° 47′ 03″ E / 42.135149°N,2.784034°E | IPA-15233     | Torre de Figueroles (Fontcoberta) · Vegeu més fotos d'aquest monument · Carregueu una nova foto d'aquest monument                      |
| Can Gelada                                            |             | Gòtic, obra popular                 | Fontcoberta Veïnat de Figueroles                     | 42° 08′ 04″ N, 2° 47′ 03″ E / 42.134316°N,2.784158°E | IPA-15234     | Carregueu una nova foto d'aquest monument                                                                                              |
| Can Xaló                                              |             | Gòtic, obra popular                 | Fontcoberta Veïnat de Figueroles                     | 42° 08′ 01″ N, 2° 47′ 05″ E / 42.133493°N,2.784826°E | IPA-15235     | Carregueu una nova foto d'aquest monument                                                                                              |
| Església parroquial de Sant Sadurní                   |             | Romànic, barroc XIX                 | Fontcoberta Pl. de l'Església, Vilavenut             | 42° 08′ 22″ N, 2° 49′ 17″ E / 42.139473°N,2.821485°E | IPA-15237     | Església parroquial de Sant Sadurní (Fontcoberta) · Vegeu més fotos d'aquest monument · Carregueu una nova foto d'aquest monument      |
| Rectoria de Vilavenut                                 |             | Obra popular XVIII                  | Fontcoberta Pl. de l'Església, Vilavenut             | 42° 08′ 22″ N, 2° 49′ 17″ E / 42.139329°N,2.821255°E | IPA-15238     | Carregueu una nova foto d'aquest monument                                                                                              |
| Església de Sant Bartomeu de Torres                   |             | Romànic XII                         | Fontcoberta Vilavenut, dalt d'un turó                | 42° 07′ 20″ N, 2° 49′ 04″ E / 42.122085°N,2.817692°E | IPA-15239     | Carregueu una nova foto d'aquest monument                                                                                              |
| Forn de Ca l'Anglada                                  |             | Obra popular XVIII-XIX              | Fontcoberta Mas Anglada, Boscos de Ca l'Anglada      |                                                      | IPA-43669     | Carregueu una nova foto d'aquest monument                                                                                              |
| Pont de Vall-llobera                                  |             | Obra popular                        | Fontcoberta Riera de Vall-llobera                    |                                                      | IPA-46270     | Carregueu una nova foto d'aquest monument                                                                                              |

## Palol de Revardit
| Monument                                           | Protecció    | Estil/època                      | Localització                                                   | Coordenades                                          | Codi?         | Imatge |
| -------------------------------------------------- | ------------ | -------------------------------- | -------------------------------------------------------------- | ---------------------------------------------------- | ------------- | --- |
| Castell de Palol de Revardit                       | BCIN 1198-MH | Obra popular, renaixement XV-XVI | Palol de Revardit                                              | 42° 04′ 11″ N, 2° 47′ 47″ E / 42.069725°N,2.796337°E | RI-51-0006001 | Castell de Palol de Revardit · Vegeu més fotos d'aquest monument · Carregueu una nova foto d'aquest monument                           |
| Can Verdera, o Mas Bardera                         | BCIN 1200-MH | Obra popular XVI-XVII            | Palol de Revardit La Mota (enderrocat)                         | 42° 02′ 49″ N, 2° 47′ 17″ E / 42.047056°N,2.788139°E | RI-51-0006003 | Carregueu una nova foto d'aquest monument                                                                                              |
| Església parroquial de Sant Miquel                 | BCIL 2005    | Romànic, barroc XIII             | Palol de Revardit                                              | 42° 04′ 11″ N, 2° 47′ 47″ E / 42.069725°N,2.796337°E | IPA-15240     | Església parroquial de Sant Miquel (Palol de Revardit) · Vegeu més fotos d'aquest monument · Carregueu una nova foto d'aquest monument |
| Església de Sant Martí de la Mota                  | BCIL 2005    | Romànic, barroc XIII, XVII       | Palol de Revardit La Mota                                      | 42° 03′ 06″ N, 2° 47′ 22″ E / 42.051786°N,2.789542°E | IPA-15242     | Església de Sant Martí de la Mota (Palol de Revardit) · Vegeu més fotos d'aquest monument · Carregueu una nova foto d'aquest monument  |
| Església parroquial de Sant Martí                  | BCIL 2005    | Obra popular XII                 | Palol de Revardit Riudellots de la Creu                        | 42° 03′ 26″ N, 2° 48′ 48″ E / 42.057316°N,2.813399°E | IPA-15244     | Església parroquial de Sant Martí (Palol de Revardit) · Vegeu més fotos d'aquest monument · Carregueu una nova foto d'aquest monument  |
| Pou de glaç de la Banyeta                          | BCIL 2005    | Obra popular                     | Palol de Revardit La Banyeta, a 200 m del cementiri            | 42° 04′ 04″ N, 2° 48′ 42″ E / 42.067680°N,2.811701°E | IPA-15247     | Pou de glaç de la Banyeta (Palol de Revardit) · Vegeu més fotos d'aquest monument · Carregueu una nova foto d'aquest monument          |
| Masia del Pla de la Banyeta                        |              | Obra popular XVII                | Palol de Revardit La Banyeta Vella, antic camí Girona-Banyoles | 42° 04′ 26″ N, 2° 49′ 03″ E / 42.073809°N,2.817528°E | IPA-15248     | Carregueu una nova foto d'aquest monument                                                                                              |
| Can Gifreu                                         |              | Obra popular XVI                 | Palol de Revardit Veïnat de Can Vinardell                      | 42° 04′ 25″ N, 2° 48′ 19″ E / 42.073488°N,2.805295°E | IPA-15250     | Carregueu una nova foto d'aquest monument                                                                                              |
| Can Vinardell                                      |              | Obra popular XVI                 | Palol de Revardit Veïnat de Can Vinardell                      | 42° 04′ 16″ N, 2° 48′ 11″ E / 42.071183°N,2.803066°E | IPA-15251     | Carregueu una nova foto d'aquest monument                                                                                              |
| Restes de la capella romànica de Sant Martí Boscós | BCIL 2005    |                                  | Palol de Revardit Riudellots de la Creu                        | 42° 03′ 27″ N, 2° 48′ 49″ E / 42.057525°N,2.813518°E | IPA-40075     | Carregueu una nova foto d'aquest monument                                                                                              |
| Pont del Marmanya, el Pont Vell                    |              | Obra popular XVIII-XIX           | Palol de Revardit                                              | 42° 03′ 57″ N, 2° 48′ 52″ E / 42.0659°N,2.8145°E     | IPA-46203     | Pont del Marmanya (Palol de Revardit) · Vegeu més fotos d'aquest monument · Carregueu una nova foto d'aquest monument                  |

## Porqueres
| Monument                                        | Protecció    | Estil/època                   | Localització                               | Coordenades                                          | Codi?         | Imatge |
| ----------------------------------------------- | ------------ | ----------------------------- | ------------------------------------------ | ---------------------------------------------------- | ------------- | --- |
| Església de Santa Maria                         | BCIN 174-MH  | Romànic XII, XVIII            | Porqueres                                  | 42° 07′ 19″ N, 2° 44′ 55″ E / 42.121806°N,2.748611°E | RI-51-0000570 | Església de Santa Maria (Porqueres) · Vegeu més fotos d'aquest monument · Carregueu una nova foto d'aquest monument                         |
| Torre de Pujarnol                               | BCIN 1299-MH | Obra popular XIII             | Porqueres                                  | 42° 06′ 07″ N, 2° 42′ 28″ E / 42.101944°N,2.707778°E | RI-51-0006036 | Torre de Pujarnol (Porqueres) · Vegeu més fotos d'aquest monument · Carregueu una nova foto d'aquest monument                               |
| Torre Descalç, o Torre del Calç                 | BCIN 1300-MH | XII, XVII-XVIII               | Porqueres Serra de Sant Patllarí           | 42° 06′ 00″ N, 2° 43′ 39″ E / 42.1°N,2.7275°E        | RI-51-0006038 | Torre Descalç (Porqueres) · Vegeu més fotos d'aquest monument · Carregueu una nova foto d'aquest monument                                   |
| Can Traver                                      | BCIN 1301-MH | Gòtic-renaixement XVI-XVII    | Porqueres Usall                            | 42° 09′ 01″ N, 2° 45′ 30″ E / 42.15038°N,2.758252°E  | RI-51-0006037 | Carregueu una nova foto d'aquest monument                                                                                                   |
| Mas Castell, o Castell de Porqueres             | BCIN 2028-MH | Romànic, barroc X, XVII-XVIII | Porqueres                                  | 42° 07′ 20″ N, 2° 44′ 53″ E / 42.122222°N,2.748056°E | RI-51-0006035 | Castell de Porqueres · Vegeu més fotos d'aquest monument · Carregueu una nova foto d'aquest monument                                        |
| Can Rodeja                                      |              | Obra popular XVII             | Porqueres Ctra. local d'Olot a Banyoles    | 42° 07′ 57″ N, 2° 43′ 10″ E / 42.13238°N,2.71937°E   | IPA-15294     | Carregueu una nova foto d'aquest monument                                                                                                   |
| Can Ginestar                                    |              | Obra popular XV, XVIII        | Porqueres Ctra. local d'Olot a Banyoles    | 42° 08′ 03″ N, 2° 42′ 34″ E / 42.13411°N,2.70955°E   | IPA-15295     | Can Ginestar (Porqueres) · Vegeu més fotos d'aquest monument · Carregueu una nova foto d'aquest monument                                    |
| Ca l'Ordis                                      |              | Obra popular XIV, XVII        | Porqueres Ctra. comarcal Girona-Ripoll     | 42° 08′ 28″ N, 2° 45′ 00″ E / 42.14108°N,2.75001°E   | IPA-15297     | Carregueu una nova foto d'aquest monument                                                                                                   |
| Mas Costa                                       |              | Obra popular XVI-XVII         | Porqueres Mata                             | 42° 06′ 25″ N, 2° 47′ 02″ E / 42.10694°N,2.78389°E   | IPA-15300     | Mas Costa (Porqueres) · Vegeu més fotos d'aquest monument · Carregueu una nova foto d'aquest monument                                       |
| Can Frigola                                     |              | Obra popular XVIII            | Porqueres Mata                             | 42° 06′ 36″ N, 2° 46′ 57″ E / 42.10987°N,2.78248°E   | IPA-15301     | Can Frigola (Porqueres) · Vegeu més fotos d'aquest monument · Carregueu una nova foto d'aquest monument                                     |
| Església parroquial de Sant Andreu              |              | Romànic XIII, XX              | Porqueres Pl. de l'Església, 7, Mata       | 42° 06′ 26″ N, 2° 47′ 01″ E / 42.10725°N,2.7837°E    | IPA-15302     | Església parroquial de Sant Andreu (Porqueres) · Vegeu més fotos d'aquest monument · Carregueu una nova foto d'aquest monument              |
| Ajuntament de Porqueres, antic Mas Ferrerós     |              | Obra popular XIII, XVII       | Porqueres C. Rubió i Ors, 1-7, Mata        | 42° 06′ 10″ N, 2° 47′ 23″ E / 42.10281°N,2.78971°E   | IPA-15303     | Ajuntament de Porqueres · Vegeu més fotos d'aquest monument · Carregueu una nova foto d'aquest monument                                     |
| Església parroquial de Sant Romà                |              | Romànic, barroc XII, XVIII    | Porqueres Miànigues                        | 42° 06′ 22″ N, 2° 45′ 24″ E / 42.10614°N,2.75678°E   | IPA-15305     | Església parroquial de Sant Romà (Porqueres) · Vegeu més fotos d'aquest monument · Carregueu una nova foto d'aquest monument                |
| Can Casadevall, o Can Xargai                    |              | Obra popular XVIII            | Porqueres Miànigues                        | 42° 06′ 23″ N, 2° 45′ 25″ E / 42.10637°N,2.75692°E   | IPA-15306     | Carregueu una nova foto d'aquest monument                                                                                                   |
| Can Guardiola                                   |              | Obra popular XVII, XIX        | Porqueres Miànigues                        | 42° 06′ 23″ N, 2° 45′ 22″ E / 42.10625°N,2.75604°E   | IPA-15307     | Carregueu una nova foto d'aquest monument                                                                                                   |
| Can Campolier                                   |              | Obra popular XIII, XVII       | Porqueres Miànigues                        | 42° 06′ 18″ N, 2° 45′ 18″ E / 42.10494°N,2.75504°E   | IPA-15308     | Carregueu una nova foto d'aquest monument                                                                                                   |
| Església parroquial de Sant Cebrià              |              | Romànic XII                   | Porqueres Pujarnol                         | 42° 06′ 07″ N, 2° 42′ 30″ E / 42.10195°N,2.70828°E   | IPA-15310     | Església parroquial de Sant Cebrià (Porqueres) · Vegeu més fotos d'aquest monument · Carregueu una nova foto d'aquest monument              |
| Can Vila de Pujarnol                            |              | Obra popular XVI              | Porqueres Pujarnol                         | 42° 06′ 11″ N, 2° 42′ 31″ E / 42.102987°N,2.708508°E | IPA-15312     | Carregueu una nova foto d'aquest monument                                                                                                   |
| Ermita de Sant Patllari                         |              | Romànic XIII                  | Porqueres Pujarnol, serra de Sant Patllari | 42° 06′ 43″ N, 2° 42′ 42″ E / 42.11203°N,2.71161°E   | IPA-15313     | Ermita de Sant Patllari (Porqueres) · Vegeu més fotos d'aquest monument · Carregueu una nova foto d'aquest monument                         |
| Sant Maurici de Calç                            |              | Romànic XI                    | Porqueres Pujarnol, serra de Sant Patllarí | 42° 05′ 59″ N, 2° 43′ 39″ E / 42.09973°N,2.72753°E   | IPA-15314     | Sant Maurici de Calç (Porqueres) · Vegeu més fotos d'aquest monument · Carregueu una nova foto d'aquest monument                            |
| Can Carreres                                    |              | Obra popular XVIII            | Porqueres Usall                            | 42° 08′ 45″ N, 2° 45′ 22″ E / 42.14579°N,2.75608°E   | IPA-15317     | Carregueu una nova foto d'aquest monument                                                                                                   |
| Can Guilana                                     |              | Obra popular XVI-XVII         | Porqueres Usall                            | 42° 09′ 03″ N, 2° 45′ 32″ E / 42.150865°N,2.758990°E | IPA-15319     | Carregueu una nova foto d'aquest monument                                                                                                   |
| Can Fages                                       |              | Obra popular XVII             | Porqueres Usall                            | 42° 09′ 00″ N, 2° 45′ 01″ E / 42.15013°N,2.75028°E   | IPA-15320     | Carregueu una nova foto d'aquest monument                                                                                                   |
| Can Masmiquel                                   |              | Obra popular XVII-XVIII       | Porqueres Usall                            | 42° 08′ 58″ N, 2° 45′ 06″ E / 42.14936°N,2.7516°E    | IPA-15321     | Carregueu una nova foto d'aquest monument                                                                                                   |
| Can Llos                                        |              | Obra popular XVII             | Porqueres Usall                            | 42° 08′ 52″ N, 2° 45′ 31″ E / 42.14779°N,2.75849°E   | IPA-15322     | Carregueu una nova foto d'aquest monument                                                                                                   |
| Església de Sant Cristòfol                      |              | Romànic XII-XIII              | Porqueres Usall                            | 42° 08′ 55″ N, 2° 45′ 26″ E / 42.14867°N,2.75717°E   | IPA-15323     | Església de Sant Cristòfol (Porqueres) · Vegeu més fotos d'aquest monument · Carregueu una nova foto d'aquest monument                      |
| Sant Bartomeu de Matamala                       |              | Romànic XI, XV                | Porqueres                                  | 42° 07′ 15″ N, 2° 42′ 58″ E / 42.1207°N,2.71622°E    | IPA-34397     | Sant Bartomeu de Matamala (Porqueres) · Vegeu més fotos d'aquest monument · Carregueu una nova foto d'aquest monument                       |
| Ermita de Sant Quirze i Santa Julita de Merlant |              | Romànic XIII                  | Porqueres Merlant                          | 42° 08′ 55″ N, 2° 42′ 34″ E / 42.1486°N,2.70948°E    | IPA-34398     | Ermita de Sant Quirze i Santa Julita de Merlant (Porqueres) · Vegeu més fotos d'aquest monument · Carregueu una nova foto d'aquest monument |
| Baixador de Mata                                |              | Noucentisme XX                | Porqueres C. Sant Andreu, 96, Mata         | 42° 06′ 18″ N, 2° 47′ 03″ E / 42.1051°N,2.78408°E    | IPA-34399     | Baixador de Mata (Porqueres) · Vegeu més fotos d'aquest monument · Carregueu una nova foto d'aquest monument                                |
| Can Davall                                      |              | Obra popular XVI              | Porqueres Usall                            | 42° 09′ 05″ N, 2° 45′ 35″ E / 42.15133°N,2.75976°E   | IPA-34400     | Carregueu una nova foto d'aquest monument                                                                                                   |
| Can Soler de Merlant                            |              | Obra popular XVIII            | Porqueres Merlant                          | 42° 08′ 58″ N, 2° 42′ 21″ E / 42.14937°N,2.7058°E    | IPA-34401     | Carregueu una nova foto d'aquest monument                                                                                                   |
| Ca l'Estrada                                    |              | Obra popular XVII             | Porqueres Merlant                          | 42° 09′ 06″ N, 2° 42′ 42″ E / 42.15172°N,2.71178°E   | IPA-34402     | Carregueu una nova foto d'aquest monument                                                                                                   |
| Mas les Oliveres                                |              | Obra popular XVIII            | Porqueres Pujarnol                         | 42° 06′ 11″ N, 2° 42′ 31″ E / 42.10295°N,2.70857°E   | IPA-34403     | Carregueu una nova foto d'aquest monument                                                                                                   |
| Forn de ciment de Vinyaplana                    |              | Obra popular XX               | Porqueres Can Vinyaplana                   |                                                      | IPA-42892     | Carregueu una nova foto d'aquest monument                                                                                                   |
| Molí d'en Sutirà                                |              | Obra popular Medieval, XIX-XX | Porqueres Can Sutirà                       |                                                      | IPA-42900     | Carregueu una nova foto d'aquest monument                                                                                                   |
| Rajoleria Caselles                              |              | Obra popular                  | Porqueres Urb. Caselles Davall             |                                                      | IPA-42908     | Carregueu una nova foto d'aquest monument                                                                                                   |
| Can Gallifa                                     | BCIL 2018    | Obra popular XIX              | Porqueres Ctra. de Merlant                 | 42° 08′ 52″ N, 2° 43′ 19″ E / 42.14786°N,2.72189°E   | IPA-45920     | Carregueu una nova foto d'aquest monument                                                                                                   |
| Creu de terme de Pujarnol, capelleta, oratori   |              | Obra popular                  | Porqueres Ctra. de Pujarnol                |                                                      | IPA-46206     | Carregueu una nova foto d'aquest monument                                                                                                   |
| Rajoleria de Can Vilar                          |              | Obra popular                  | Porqueres Pujarnol                         |                                                      | IPA-46327     | Carregueu una nova foto d'aquest monument                                                                                                   |

## Sant Miquel de Campmajor
| Monument                                       | Protecció    | Estil/època                    | Localització                                               | Coordenades                                          | Codi?         | Imatge |
| ---------------------------------------------- | ------------ | ------------------------------ | ---------------------------------------------------------- | ---------------------------------------------------- | ------------- | --- |
| Castell de Falgons                             | BCIN 1512-MH | Obra popular XII-XVI           | Sant Miquel de Campmajor                                   | 42° 06′ 28″ N, 2° 39′ 48″ E / 42.107778°N,2.663333°E | RI-51-0006097 | Castell de Falgons (Sant Miquel de Campmajor) · Vegeu més fotos d'aquest monument · Carregueu una nova foto d'aquest monument                 |
| Torre de Ginestar                              | BCIN 1513-MH | Obra popular XIX               | Sant Miquel de Campmajor                                   | 42° 07′ 59″ N, 2° 42′ 16″ E / 42.133056°N,2.704444°E | RI-51-0006098 | Torre de Ginestar (Sant Miquel de Campmajor) · Vegeu més fotos d'aquest monument · Carregueu una nova foto d'aquest monument                  |
| Torre de Brió                                  | BCIN 1514-MH | XII-XIII                       | Sant Miquel de Campmajor Briolf                            | 42° 10′ 08″ N, 2° 41′ 20″ E / 42.169°N,2.68902°E     | RI-51-0006100 | Torre de Brió (Sant Miquel de Campmajor) · Vegeu més fotos d'aquest monument · Carregueu una nova foto d'aquest monument                      |
| Castell de Roca, o Castell d'en Roca           | BCIN 1515-MH | Obra popular XIII-XV           | Sant Miquel de Campmajor                                   | 42° 09′ 49″ N, 2° 40′ 49″ E / 42.163611°N,2.680278°E | RI-51-0006101 | Castell de Roca (Sant Miquel de Campmajor) · Vegeu més fotos d'aquest monument · Carregueu una nova foto d'aquest monument                    |
| Torre de guaita                                | BCIN 1749-MH | Medieval                       | Sant Miquel de Campmajor                                   |                                                      | RI-51-0006099 | Carregueu una nova foto d'aquest monument |
| Església parroquial de Sant Miquel             |              | Romànic, barroc XII, XVIII     | Sant Miquel de Campmajor                                   | 42° 08′ 10″ N, 2° 40′ 45″ E / 42.13601°N,2.67928°E   | IPA-15342     | Església parroquial de Sant Miquel (Sant Miquel de Campmajor) · Vegeu més fotos d'aquest monument · Carregueu una nova foto d'aquest monument |
| Can Rovira                                     |              | Modernisme XX                  | Sant Miquel de Campmajor                                   | 42° 08′ 08″ N, 2° 40′ 43″ E / 42.13543°N,2.67864°E   | IPA-15344     | Can Rovira (Sant Miquel de Campmajor) · Vegeu més fotos d'aquest monument · Carregueu una nova foto d'aquest monument                         |
| Antic molí                                     |              | Obra popular XVIII             | Sant Miquel de Campmajor                                   | 42° 08′ 08″ N, 2° 40′ 51″ E / 42.13546°N,2.68092°E   | IPA-15345     | Antic molí (Sant Miquel de Campmajor) · Vegeu més fotos d'aquest monument · Carregueu una nova foto d'aquest monument                         |
| Pont medieval                                  |              | Obra popular Medieval          | Sant Miquel de Campmajor                                   | 42° 08′ 18″ N, 2° 40′ 46″ E / 42.13841°N,2.67942°E   | IPA-15346     | Pont medieval (Sant Miquel de Campmajor) · Vegeu més fotos d'aquest monument · Carregueu una nova foto d'aquest monument                      |
| Església parroquial de Sant Vicenç             |              | Romànic XI, XVIII              | Sant Miquel de Campmajor Falgons                           | 42° 06′ 31″ N, 2° 39′ 39″ E / 42.10856°N,2.66089°E   | IPA-15348     | Església parroquial de Sant Vicenç (Sant Miquel de Campmajor) · Vegeu més fotos d'aquest monument · Carregueu una nova foto d'aquest monument |
| Església parroquial de Sant Martí de Campmajor |              | Barroc, neoclassicisme XI, XIX | Sant Miquel de Campmajor Santa Quitèria                    | 42° 07′ 54″ N, 2° 41′ 20″ E / 42.13155°N,2.68881°E   | IPA-15349     | Església parroquial de Sant Martí de Campmajor · Vegeu més fotos d'aquest monument · Carregueu una nova foto d'aquest monument                |
| Molí de Roca                                   |              | Obra popular XVIII             | Sant Miquel de Campmajor                                   | 42° 09′ 44″ N, 2° 40′ 52″ E / 42.162201°N,2.681136°E | IPA-42898     | Carregueu una nova foto d'aquest monument |
| Pont de Guixeres, Pont de la Caseta            |              | Obra popular                   | Sant Miquel de Campmajor Roca-Guixeres                     | 42° 09′ 08″ N, 2° 41′ 05″ E / 42.15216°N,2.68476°E   | IPA-46196     | Carregueu una nova foto d'aquest monument |
| Rajoleria Cadamont                             |              | Obra popular                   | Sant Miquel de Campmajor Mas Cadamont                      |                                                      | IPA-46325     | Carregueu una nova foto d'aquest monument |
| Pedra dels Tres Senyors                        |              | Obra popular XIX               | Sant Miquel de Campmajor Paratge de Sant Nicolau-Rocacorba |                                                      | IPA-46431     | Carregueu una nova foto d'aquest monument |

## Serinyà
| Monument                                                             | Protecció    | Estil/època                 | Localització                                                    | Coordenades                                          | Codi?         | Imatge |
| -------------------------------------------------------------------- | ------------ | --------------------------- | --------------------------------------------------------------- | ---------------------------------------------------- | ------------- | --- |
| Castell de Teià, o Can Parella, Castell de Taià                      | BCIN 1557-MH | X                           | Serinyà                                                         | 42° 09′ 45″ N, 2° 45′ 13″ E / 42.1625°N,2.753611°E   | RI-51-0006112 | Carregueu una nova foto d'aquest monument                                                                                         |
| Mas fortificat Cal Ferrer de les Torres, o Can Genover               | BCIN 1558-MH | XV-XVI, XVIII-XIX           | Serinyà                                                         | 42° 09′ 57″ N, 2° 44′ 53″ E / 42.165833°N,2.748056°E | RI-51-0006114 | Mas fortificat Cal Ferrer de les Torres (Serinyà) · Vegeu més fotos d'aquest monument · Carregueu una nova foto d'aquest monument |
| La Torre de l'Hereu                                                  | BCIN 1559-MH | XVI                         | Serinyà Veïnat de Bosquerós                                     | 42° 11′ 12″ N, 2° 46′ 00″ E / 42.186667°N,2.766667°E | RI-51-0006113 | Carregueu una nova foto d'aquest monument                                                                                         |
| Edifici de les Escoles i l'Ajuntament                                |              | Noucentisme XX              | Serinyà C. de les Escoles                                       | 42° 10′ 10″ N, 2° 44′ 44″ E / 42.16958°N,2.74558°E   | IPA-15351     | Edifici de les Escoles i l'Ajuntament (Serinyà) · Vegeu més fotos d'aquest monument · Carregueu una nova foto d'aquest monument   |
| Can Carreres                                                         |              | Obra popular XVI,           | Serinyà C. J. Carreras                                          | 42° 10′ 12″ N, 2° 44′ 44″ E / 42.17013°N,2.74558°E   | IPA-15352     | Can Carreres (Serinyà) · Vegeu més fotos d'aquest monument · Carregueu una nova foto d'aquest monument                            |
| Església parroquial de Sant Andreu                                   |              | Romànic XII                 | Serinyà Pl. de Sant Andreu                                      | 42° 10′ 08″ N, 2° 44′ 41″ E / 42.16887°N,2.74468°E   | IPA-15353     | Església parroquial de Sant Andreu (Serinyà) · Vegeu més fotos d'aquest monument · Carregueu una nova foto d'aquest monument      |
| Pont sobre el riu Ser                                                |              | Obra popular                | Serinyà Sobre el riu Ser                                        | 42° 10′ 39″ N, 2° 44′ 14″ E / 42.17754°N,2.73726°E   | IPA-15373     | Pont sobre el riu Ser (Serinyà) · Vegeu més fotos d'aquest monument · Carregueu una nova foto d'aquest monument                   |
| Ermita de Sant Miquel Sesvinyes                                      |              | Romànic XII                 | Serinyà Veïnat de Casals                                        | 42° 09′ 37″ N, 2° 43′ 59″ E / 42.16026°N,2.73304°E   | IPA-38272     | Ermita de Sant Miquel Sesvinyes (Serinyà) · Vegeu més fotos d'aquest monument · Carregueu una nova foto d'aquest monument         |
| Capella de Sant Sebastià                                             |              | Obra popular XVII, XIX      | Serinyà C. de Sant Sebastià                                     | 42° 10′ 06″ N, 2° 44′ 45″ E / 42.16847°N,2.74596°E   | IPA-38275     | Capella de Sant Sebastià (Serinyà) · Vegeu més fotos d'aquest monument · Carregueu una nova foto d'aquest monument                |
| Ca l'Alboçar                                                         |              | Obra popular X              | Serinyà Veïnat de Casals                                        | 42° 09′ 18″ N, 2° 44′ 07″ E / 42.15503°N,2.73536°E   | IPA-38277     | Carregueu una nova foto d'aquest monument                                                                                         |
| Can Beia                                                             |              | Obra popular Medieval       | Serinyà Pl. Ricard Claveguera i Brunet                          | 42° 10′ 08″ N, 2° 44′ 41″ E / 42.16875°N,2.74483°E   | IPA-38278     | Can Beia (Serinyà) · Vegeu més fotos d'aquest monument · Carregueu una nova foto d'aquest monument                                |
| Ca n'Aulina                                                          |              | Gòtic Medieval              | Serinyà Veïnat de Baió                                          | 42° 10′ 19″ N, 2° 43′ 35″ E / 42.17193°N,2.72629°E   | IPA-38279     | Carregueu una nova foto d'aquest monument                                                                                         |
| Ca n'Illa                                                            |              | Obra popular XVIII          | Serinyà Veïnat del Baió                                         | 42° 10′ 14″ N, 2° 43′ 18″ E / 42.17055°N,2.72172°E   | IPA-38282     | Carregueu una nova foto d'aquest monument                                                                                         |
| Can Malloles                                                         |              | Obra popular XV             | Serinyà Veïnat de la Cellera d'Amont                            | 42° 09′ 31″ N, 2° 45′ 11″ E / 42.15852°N,2.75292°E   | IPA-38283     | Carregueu una nova foto d'aquest monument                                                                                         |
| Can Reixac                                                           |              |                             | Serinyà Veïnat de Bosquerós                                     | 42° 10′ 36″ N, 2° 45′ 17″ E / 42.17669°N,2.75474°E   | IPA-38284     | Carregueu una nova foto d'aquest monument                                                                                         |
| Can Solana                                                           |              | Obra popular Medieval, XVII | Serinyà C. Sant Sebastià, 48                                    | 42° 09′ 56″ N, 2° 44′ 47″ E / 42.16561°N,2.74637°E   | IPA-38286     | Can Solana (Serinyà) · Vegeu més fotos d'aquest monument · Carregueu una nova foto d'aquest monument                              |
| Masia del Pou                                                        |              | Obra popular XVII           | Serinyà Veïnat de Baió                                          | 42° 10′ 31″ N, 2° 44′ 17″ E / 42.17523°N,2.73806°E   | IPA-38287     | Masia del Pou (Serinyà) · Vegeu més fotos d'aquest monument · Carregueu una nova foto d'aquest monument                           |
| El Sindicat                                                          |              | Obra popular XX             | Serinyà Pl. de Sant Andreu, 9                                   | 42° 10′ 08″ N, 2° 44′ 41″ E / 42.16901°N,2.74479°E   | IPA-38289     | El Sindicat (Serinyà) · Vegeu més fotos d'aquest monument · Carregueu una nova foto d'aquest monument                             |
| Mas Gatielles                                                        |              | Obra popular XVIII-XIX      | Serinyà Veïnat de Baió, crta. de Girona a Ripoll, direcció Olot | 42° 10′ 18″ N, 2° 44′ 16″ E / 42.17156°N,2.73787°E   | IPA-38293     | Carregueu una nova foto d'aquest monument                                                                                         |
| Mas Servosa                                                          |              | Obra popular XIV            | Serinyà Veïnat de la Cellera d'Amont                            | 42° 09′ 57″ N, 2° 45′ 00″ E / 42.165824°N,2.749982°E | IPA-38301     | Mas Servosa (Serinyà) · Vegeu més fotos d'aquest monument · Carregueu una nova foto d'aquest monument                             |
| Pou de glaç de Serinyà                                               |              | Obra popular XVII           | Serinyà Veïnat de Baió. Darrera la Masia del Pou                | 42° 10′ 31″ N, 2° 44′ 18″ E / 42.175275°N,2.738211°E | IPA-38307     | Pou de glaç de Serinyà · Vegeu més fotos d'aquest monument · Carregueu una nova foto d'aquest monument                            |
| Molí dels Horts, el Molinot                                          |              | Obra popular XVIII-XIX      | Serinyà Font del Màrtirs                                        | 42° 10′ 35″ N, 2° 44′ 25″ E / 42.176315°N,2.740299°E | IPA-42895     | Molí dels Horts (Serinyà) · Carregueu una nova foto d'aquest monument                                                             |
| Viver de Can Mollet, Aqüeducte de Can Mollet, la Volta d'en Gasparic |              | Obra popular XIX            | Serinyà Coves de Serinyà                                        |                                                      | IPA-42910     | Viver de Can Mollet (Serinyà) · Carregueu una nova foto d'aquest monument                                                         |
| Pont dels Horts                                                      |              | Obra popular                | Serinyà Mas Pou                                                 |                                                      | IPA-46271     | Carregueu una nova foto d'aquest monument                                                                                         |

## Vilademuls
Vegeu la llista de monuments de Vilademuls